# Warren, Maine
Warren är en ort i Knox County i delstaten Maine, USA.